# Kawanishi H6K
De Kawanishi H6K (Japans: 九七式大型飛行艇, "Marine Type 97 Grote Vliegboot") is een vliegboot die diende als patrouillevaartuig en bommenwerper en in de Tweede Wereldoorlog werd gebruikt voor patrouilledoeleinden. De geallieerden noemden dit type vliegboot Mavis (Japanse bommenwerpers en watervliegtuigen kregen vrouwennamen, Jagers mannennamen). De werkelijke Japanse benaming was "Marine Type 97 Grote Vliegboot" (九七式大型飛行艇). Dit viermotorige type vliegboot was dit dan ook wel degelijk.

## Geschiedenis
Het vliegtuig werd ontworpen aan de hand van een specificatie van de Japanse Keizerlijke Marine uit 1934 en er werd gebruikgemaakt van kennis die het Kawanishi-team had opgedaan doordat het de Short Brothers-fabriek in Groot-Brittannië had bezocht. Die waren in die tijd marktleider op het gebied van vliegbootfabricage. Maar het toestel vertoonde ook veel overeenkomst met de op dat ogenblik gangbare Franse en Amerikaanse ontwerpen. Het Type S, zoals het door Kawanishi werd genoemd, was een groot en omvangrijk, viermotorig vliegtuig met tweelingstaart en een vleugelophanging net zoals de geallieerde Consolidated PBY Catalina's, met een netwerk van vleugelstutten en drijfvlotters aan beide vleugeluiteinden. Onderaan het vliegtuig was een "bootvorm" voorzien voor het landen op zee. De H6K "Mavis" kon echter ook op landingsbanen landen met behulp van in- en uitklapbare wielen. Tijdens het landen op het water waren deze wielen ingeklapt. De 40 meter brede vleugels waren boven de romp geconstrueerd.
Vier prototypen werden geconstrueerd, eerst voor proeven op het water en in de lucht, en ten slotte met meer passende krachtigere motoren.
De eerste proefvlucht werd gehouden op 14 juli 1936 en het toestel, werd bij de Japanse Keizerlijke Marineluchtmacht ingeschreven als Marine Type 97 Grote Vliegboot en kreeg later de codeaanduiding H6K. Er werden uiteindelijk 215 van gebouwd.

## Tweede Wereldoorlog
De H6K werd gebruikt vanaf 1938, eerst in de Tweede Chinees-Japanse Oorlog en later tijdens de Tweede Wereldoorlog op de Grote Oceaan. Het toestel had een uitstekend vliegbereik en was in staat een 24 uur durende patrouillevlucht uit te voeren. Het werd gebruikt voor langeafstandsvluchten vanuit Rabaul en Nederlands Oost-Indië en kon zo grote delen van Australië bereiken.
Het vliegtuig weerstond aanvankelijk de kogelinslagen van de lichte mitrailleurs van jagers uit het begin van de oorlog, maar toen de nieuwere generaties jachtvliegtuigen er aankwamen was het te kwetsbaar en ook te traag voor de geallieerde jachtvliegtuigen. Het vliegtuig bleef echter in dienst in gebieden waar het risico op vijandelijke onderschepping laag was. Daar werd het gebruikt voor verkennings-, vracht- en verbindingsvluchten. In de frontlijndienst werd het vervangen door de Kawanishi H8K. Soms werd de "Mavis" toch ingezet tegen zwakkere doelen, zoals vijandelijke vrachtschepen of minder bewapende landinstallaties.

### Na de oorlog
Sommige ervan bleven nog vliegen in Indonesië na de Tweede Wereldoorlog.

## Varianten

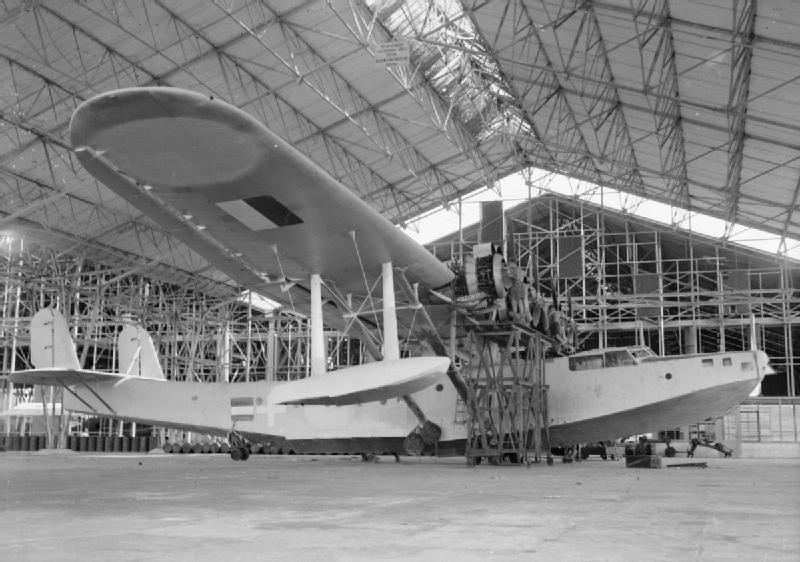

- H6K1: Ontwikkeling van de prototypen met (aanvankelijk) vier Hikari 2-motoren (4 gebouwd).
- H6K1 Marine Vliegboot Type 97 Model 1: Prototypen met 1.000 pk Mitsubishi Kinsei 43-motoren (3 gebouwd).
- H6K2 Model 11: Eerste productiemodel. Inbegrepen twee H6K2-L's met de mogelijkheid tot vervoer van officieren en ambtenaren (10 gebouwd).
- H6K2-L Marine Transport Vliegboot Type 97: Onbewapende transportversies van de HK2, met Mitsubishi Kinsei 43-motoren (16 gebouwd).
- H6K3 Model 21: Gewijzigde transportversies van H6K2 voor vips en officieren van hoge rang (2 gebouwd).
- H6K4 Model 22: Grotere productieversies, gewijzigde H6K2 met herbewapening, sommige met 930pk-Mitsubishi Kinsei 46-motoren, met brandstoftanks met 1.708 liter tot 2.950 liter inhoud. Inbegrepen twee H6K4-L-transportversies (10 gebouwd).
- H6K4-L: Transportversies van de H6K4, gelijkend op de H6K2-L, maar met Mitsubishi Kinsei 46-motoren, inbegrepen twee betaalbare versies van H6K4 (20 gebouwd).
- H6K5 Model 23: Aangepast met 1.300pk-Mitsubishi Kinsei 51- of 53-motoren (36 gebouwd).
- H6K: totale productie (alle versies): 215 stuks.

### Vergelijkbare vliegtuigen
- Dornier Do 24
- Consolidated PBY Catalina

### Volgorde aanduiding ontworpen modellen
- H3K - H4H - H5Y - H6K - H7Y - H8K - H9A